# Головище (приток Оскола)
Головище — река в России, протекает по Мантуровскому району Курской области. Правый приток реки Оскол (иногда рассматривается как река Оскол).

## Название
В различных источниках река называется по-разному. Местные жители называют эту реку Осколом. Можно встретить название Оскол-Головище. В некоторых документах под рекой Головище подразумевается исток реки Оскол у села Погожие. В источниках XIX века река упоминается как Головуша.

## География
Река Головище берёт начало у села Пузачи. Течёт на восток и впадает в Оскол у деревни Криволаповка. Устье реки находится в 452 км от устья Оскола по правому берегу. Длина реки составляет 13 км, площадь водосборного бассейна — 65,6 км².

## Данные водного реестра
По данным государственного водного реестра России относится к Донскому бассейновому округу, водохозяйственный участок реки — Оскол до Старооскольского гидроузла, речной подбассейн реки — Северский Донец (российская часть бассейна). Речной бассейн реки — Дон (российская часть бассейна).
Код объекта в государственном водном реестре — 05010400212107000011692.